# Contea di Noxubee
La contea di Noxubee ( in inglese Noxubee County ) è una contea dello Stato del Mississippi, negli Stati Uniti. La popolazione al censimento del 2000 era di 12 548 abitanti. Il capoluogo di contea è Macon.